# 22144 Linmichaels
22144 Linmichaels este un asteroid din centura principală de asteroizi.

## Descriere
22144 Linmichaels este un asteroid din centura principală de asteroizi. A fost descoperit pe 1 noiembrie 2000 la Socorro, New Mexico, în cadrul proiectului LINEAR. Asteroidul prezintă o orbită caracterizată de o semiaxă mare de 2,36 ua, o excentricitate de 0,14 și o înclinație de 6,4° în raport cu ecliptica.